# Отворено првенство Париза
Отворено првенство Париза тениски је турнир који је дио Премијер серије турнира. Одржава се у Паризу, у Француској, одмах након Отвореног првенства Аустралије. Турнир се одржава од 1993, на затвореним теренима са тврдом подлогом. Највише титула у појединачној конкуренцији освојила је Амели Моресмо, која је овај турнир освојила три пута: 2001, 2006. и 2009.

## Поени и новчана награда[1]
| Пласман       | Поени | Новчана награда |
| ------------- | ----- | --------------- |
| Побједа       | 470   | 107.000 $       |
| Финале        | 320   | 57.000 $        |
| Полуфинале    | 200   | 30.500 $        |
| Четвртфинале  | 120   | 16.375 $        |
| Осмина финала | 60    | 8.800 $         |
| Прво коло     | 1     | 4.800 $         |

| Пласман      | Поени | Новчана награда |
| ------------ | ----- | --------------- |
| Побједа      | 470   | 33.000 $        |
| Финале       | 320   | 17.600 $        |
| Полуфинале   | 200   | 9.600 $         |
| Четвртфинале | 120   | 4.900$          |
| Прво коло    | 1     | 2.650 $         |

## Протекла финала

### Појединачно
| Година | Побједница              | Финалисткиња      | Резултат         |
| ------ | ----------------------- | ----------------- | ---------------- |
| 1993.  | Мартина Навратилова     | Моника Селеш      | 6–3, 4–6, 7–6    |
| 1994.  | Мартина Навратилова     | Жили Алар         | 7–5, 6–3         |
| 1995.  | Штефи Граф              | Мери Пирс         | 6–2, 6–2         |
| 1996.  | Жили Алар               | Ива Мајоли        | 7–5, 7–6(4)      |
| 1997.  | Мартина Хингис          | Анке Хубер        | 6–3, 3–6, 6–3    |
| 1998.  | Мери Пирс               | Доминик ван Рост  | 6–3, 7–5         |
| 1999.  | Серена Вилијамс         | Амели Моресмо     | 6–2, 3–6, 7–6(4) |
| 2000.  | Натали Тозија           | Серена Вилијамс   | 7–5, 6–2         |
| 2001.  | Амели Моресмо           | Анке Хубер        | 7–6(2), 6–1      |
| 2002.  | Винус Вилијамс          | Јелена Докић      | предаја          |
| 2003.  | Серена Вилијамс         | Амели Моресмо     | 6–3, 6–2         |
| 2004.  | Ким Клајстерс           | Мери Пирс         | 6–2, 6–1         |
| 2005.  | Динара Сафина           | Амели Моресмо     | 6–4, 2–6, 6–3    |
| 2006.  | Амели Моресмо           | Мери Пирс         | 6–1, 7–6(2)      |
| 2007.  | Нађа Петрова            | Луција Шафаржова  | 4–6, 6–1, 6–4    |
| 2008.  | Ана Чакветадзе          | Агнеш Савај       | 6–3, 2–6, 6–2    |
| 2009.  | Амели Моресмо           | Јелена Дементјева | 7–6(7), 2–6, 6–4 |
| 2010.  | Јелена Дементјева       | Луција Шафаржова  | 6–7(5), 6–1, 6–4 |
| 2011.  | Петра Квитова           | Ким Клајстерс     | 6–4, 6–3         |
| 2012.  | Анџелик Кербер          | Марион Бартоли    | 7–6(3), 5–7, 6–3 |
| 2013.  | Мона Бартел             | Сара Ерани        | 7:5, 7:6(7:4)    |
| 2014.  | Анастасија Пављученкова | Сара Ерани        | 3:6, 6:2, 6:3    |

### Парови
| Година | Побједнице                                | Финалисткиње                              | Резултат              |
| ------ | ----------------------------------------- | ----------------------------------------- | --------------------- |
| 1993.  | Јана Новотна Андреа Стрнадова             | Џо Дјури Катрин Свир                      | 7–6, 6–2              |
| 1994.  | Сабине Аплеманс Лоренс Куртоа             | Мери Пирс Андреа Темешвари                | 6–4, 6–4              |
| 1995.  | Мередит Макграт Лариса Нејланд            | Манон Болеграф Рене Стабс                 | 6–4, 6–1              |
| 1996.  | Кристи Богерт Јана Новотна                | Жили Алар Натали Тозија                   | 6–4, 6–3              |
| 1997.  | Мартина Хингис Јана Новотна               | Александра Физе Рита Гранде               | 6–1, 6–2              |
| 1998.  | Сабине Апелманс Мирјам Ореманс            | Ана Курњикова Лариса Нејланд              | 1–6, 6–3, 7–6         |
| 1999.  | Ирина Спирља Каролина Вис                 | Јелена Лиховцева Ај Сугијама              | 7–5, 3–6, 6–3         |
| 2000.  | Жили Алар Сандрин Тести                   | Емили Лоа Оса Свенсон                     | 3–6, 6–3, 6–4         |
| 2001.  | Ива Мајоли Виржини Разано                 | Кимберли По Nатали Тозија                 | 6–3, 7–5              |
| 2002.  | Натали Деши Мејлин Ту                     | Јелена Дементјева Јанете Хусарова         | предаја               |
| 2003.  | Барбара Шет Пати Шнидер                   | Марион Бартоли Стефани Коен-Алоро         | 2–6, 6–2, 7–6(5)      |
| 2004.  | Барбара Шет Пати Шнидер                   | Силвија Фарина Елија Франческа Скјавоне   | 6–3, 6–2              |
| 2005.  | Ивета Бенешова Квјета Пешке               | Анабел Медина Гаригес Динара Сафина       | 6–2, 2–6, 6–2         |
| 2006.  | Емили Лоа Квјета Пешке                    | Кара Блек Рене Стабс                      | 7–6(5), 6–4           |
| 2007.  | Кара Блек Лизел Хубер                     | Габријела Навратилова Владимира Ухлиржова | 6–2, 6–0              |
| 2008.  | Аљона Бондаренко Катерина Бондаренко      | Ева Хрдинова Владимира Ухлиржова          | 6–1, 6–4              |
| 2009.  | Кара Блек Лизел Хубер                     | Квјета Пешке Лиса Рејмонд                 | 6–4, 3–6, [10–4]      |
| 2010.  | Ивета Бенешова Барбора Захлавова Стрицова | Кара Блек Лизел Хубер                     | предаја               |
| 2011.  | Бетани Матек Сандс Меган Шонеси           | Вера Душевина Јекатерина Макарова         | 6–4, 6–2              |
| 2012.  | Лизел Хубер Лиса Рејмонд                  | Ана-Лена Гренефелд Петра Мартић           | 7–6(3), 6–1           |
| 2013.  | Сара Ерани Роберта Винчи                  | Андреа Хлавачкова Лизел Хубер             | 6:1, 6:1              |
| 2014.  | Ана-Лена Гренефелд Квјета Пешке           | Тимеа Бабош Кристина Младеновић           | 6:7(7:9), 6:4, [10:5] |